# Angelo Soliman

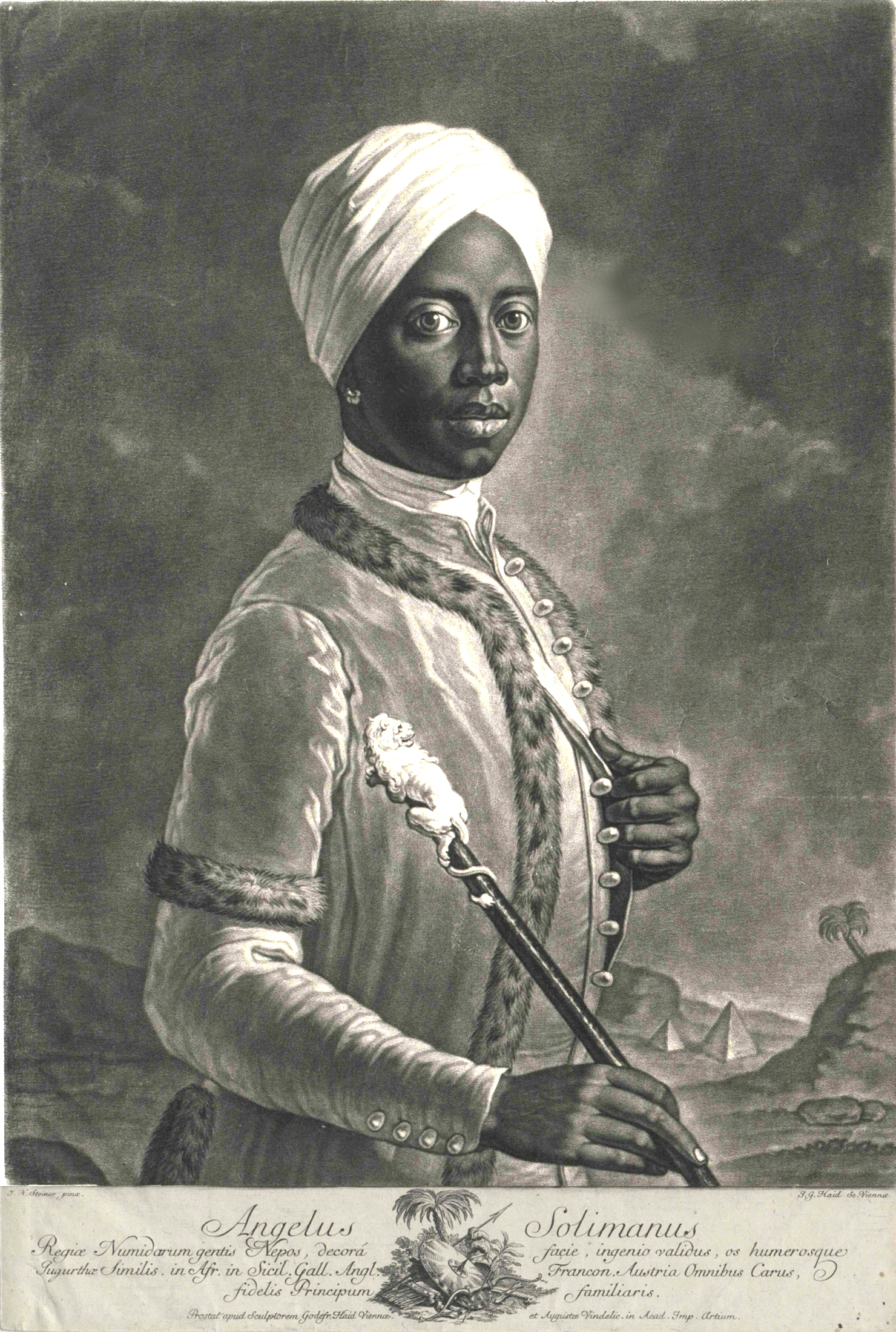
Angelo Soliman

Angelo Soliman (quizá noreste de Nigeria, c. 1721-Viena, 21 de noviembre de 1796) fue un esclavo, ayudante de cámara y preceptor en la casa de los príncipes de Liechtenstein; fue además un personaje prominente en la sociedad vienesa de su época y francmasón.

## Origen
Soliman procedía probablemente del pueblo kanuri. Su nombre original, Mmadi Make, está vinculado a la región de Sokoto, en el noroeste de la actual Nigeria. 
Fue hecho prisionero de niño tras la derrota de su tribu en un conflicto armado, vendido como esclavo y trasladado a Marsella. A la edad de diez años pasó a pertenecer al servicio de una marquesa de Mesina que supervisó su educación. 
Fue bautizado un 11 de septiembre, fecha que eligió como su cumpleaños a partir de entonces, y adoptó el nombre de Angelo por afecto a una sirvienta de la casa, llamada Angelina. 
Después de varias peticiones, fue entregado como obsequio al príncipe Johann Georg Christian de Lobkowitz, gobernador imperial de Sicilia, quien lo convirtió en soldado y en su ayuda de cámara. Angelo Soliman acompañó a Lobkowitz en sus viajes y campañas militares por Europa y en una ocasión le salvó la vida, circunstancia esta que le permitiría mejorar su posición. 

## Vida en Viena
En 1755 el príncipe murió y lo legó en testamento a José Venceslao de Liechtenstein, en cuya casa vienesa Soliman llegó a ser el criado principal. Más adelante sería preceptor del heredero, el futuro Luis I de Liechtenstein.
Soliman se casó el 6 de febrero de 1768 con Magdalena Kellerman, viuda de Christiani, una joven de la estirpe militar francesa de los Kellerman, futuros duques de Valmy. El enlace se celebró a espaldas de Liechtenstein, que no era partidario de que sus criados se casaran, y lo despidió en cuanto supo de su matrimonio. En 1773, el nuevo príncipe, Francisco José I de Liechtenstein, volvió a tomarlo a su servicio.
Angelo Soliman fue un hombre culto, muy respetado en los círculos intelectuales de Viena. El emperador austriaco José II y el conde Franz Moritz von Lacy lo contaban entre sus amigos. 
En 1781 se incorporó a la logia masónica vienesa Zur wahren Eintracht, Verdadera Armonía. En ella frecuentó a su amigo Ignaz von Born, escritor y mineralogista, que era el maestro de ceremonias, y a otros personajes como Joseph Haydn, Wolfgang Amadeus Mozart o el poeta húngaro Ferenc Kazinczy. Angelo Soliman se convirtió finalmente en gran maestre de la logia y ayudó a cambiar los rituales, en los que incorporó elementos eruditos. Esta tendencia se extendió rápidamente por la masonería europea y Soliman es considerado todavía hoy como “padre del pensamiento puro masónico”, bajo el nombre latinizado de Angelus Solimanus. 
Angelo y su esposa Magdalena tuvieron una hija, Joséphine, nacida en 1772. En 1797, Joséphine desposó al ingeniero militar Ernst von Feuchtersleben, con quien tuvo dos hijos: Eduard von Feuchtersleben, nacido en 1798, que se convertiría en ingeniero de minas y escritor, y Ernst von Feuchtersleben, nacido en 1802, médico, poeta y filósofo.

## Muerte e ignominia
Angelo Soliman falleció de un accidente cerebrovascular en 1796. Tras su muerte, su cadáver fue disecado y expuesto en el Museo de Historia Natural de Viena, adornado con plumas y collares de conchas, como ejemplar de hombre salvaje. Su hija intentó en vano recuperar los restos de su padre para darles sepultura. La figura momificada se quemó durante la revolución de 1848 en Viena. 
En el Rollettmuseum de Baden bei Wien se conserva una máscara mortuoria de Angelo Soliman realizada en escayola por Franz Thaler. Desde 2013, una vía pública vienesa lleva el nombre de Angelo Soliman.
- Datos: Q536650
- Multimedia: Angelo Soliman / Q536650